# Cofradía de las Damas de la Virgen de la Piedad
La Cofradía de las Damas de la Virgen de la Piedad es una cofradía católica de la ciudad de Astorga, España. Conformada íntegramente por mujeres, tiene su sede en el Santuario de la Virgen de Fátima. Fue fundada en 1992, siendo erigida canónicamente el 25 de enero de 1993.

## Emblema
El emblema está formado por un corazón envuelto en un sudario con dos rosas blancas y anagrama mariano.

## Indumentaria

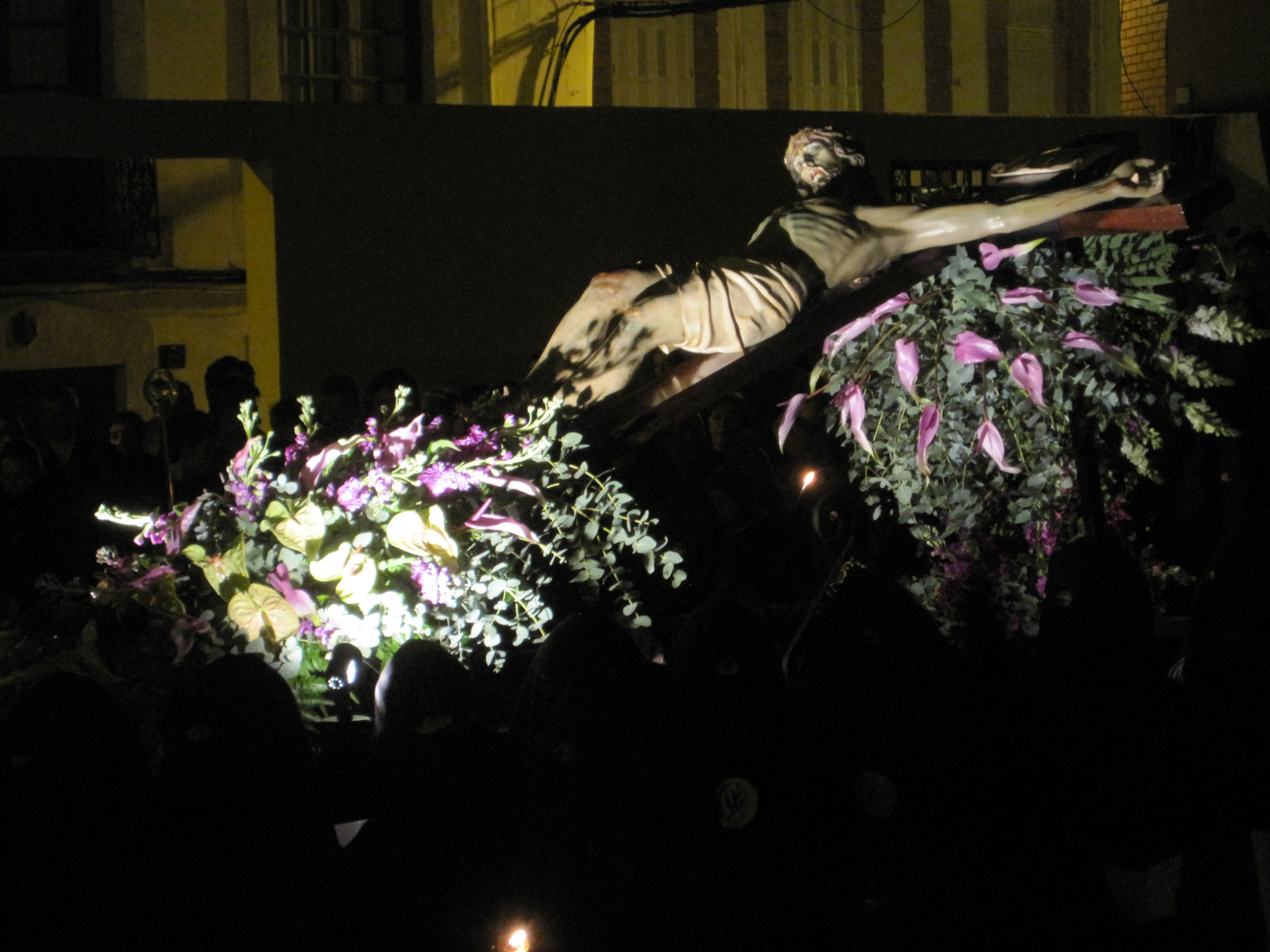
Cristo Crucificado

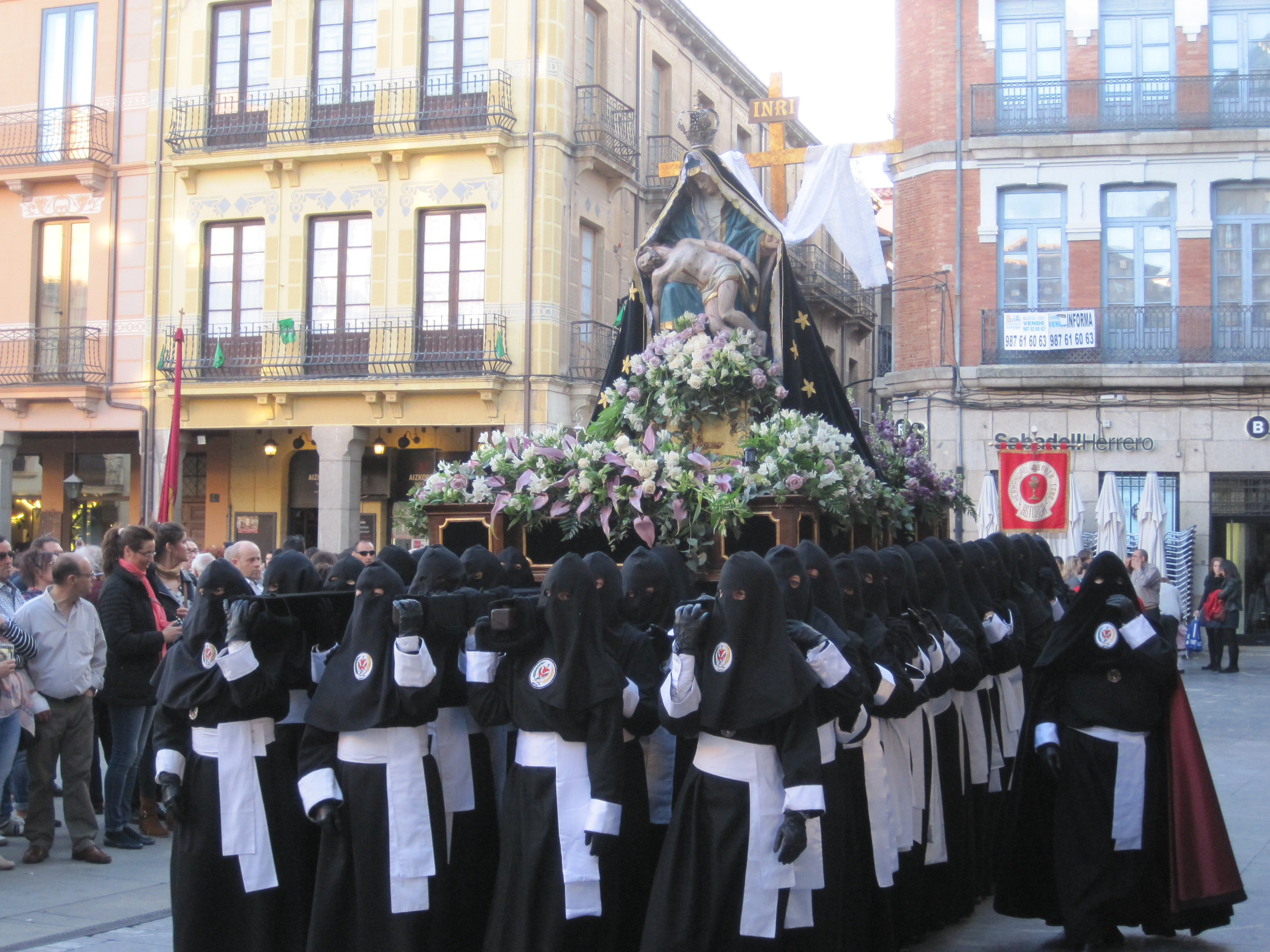
Virgen de la Piedad

El hábito se compone de una túnica negra con bocamangas y fajín blancos y capirote negro (verdugo para las braceras). Los cargos directivos llevan también capa de tercipelo negro e interior granate.

## Actos y procesiones
La cofradía participa en las siguientes procesiones:
- Viernes de Dolores: Viacrucis procesional con el Cristo Crucificado.
- Lunes Santo: Procesión de la Piedad. Sale con el paso de la Virgen de la Piedad y el Cristo Crucificado.
- Martes Santo: Vía crucis organizado por la Junta Profomento de la Semana Santa. Las distintas cofradías se concentran en el centro de la ciudad para ir en procesión conjunta hasta la Catedral, donde se celebra el vía crucis. La cofradía procesiona el paso de la Virgen de la Piedad.

## Pasos
La cofradía procesiona los siguientes pasos:
- Cristo Crucificado: de autor anónimo, se trata de una obra realizada en pasta de madera hacia 1950-1960.
- Virgen de la Piedad: obra anónima de principios del siglo XVII, está realizada en madera policromada. Procede de la parroquia de Valdeviejas.